# Voltron hadtest
A Voltron hadtest (eredeti cím: Voltron Force) amerikai televíziós 2D-s számítógépes animációs sorozat, amelyet a World Events Productions alkotott. Amerikában a Nicktoons vetítette, Magyarországon pedig a Megamax sugározta.

## Ismertető
Évek elteltével a galaxist fenyegeti egy új gonosz a Voltron hadtest és Lotor herceg legvégső csatáját követve. Az univerzumnak a valódi védelmezőjére, újra szüksége van. A régebbi pilótákhoz hozzá csatlakozott három új kadét. Közösen kiszabadítanak több hihetetlennek tűnő új erőt. Felfedeznek valamennyi titkot és harcolnak azért, hogy a Voltron hadtest szerepéhez megfelelőkké váljanak.

## Szereplők
- Commander Keith (Akira Kogane)
- Lance (Isamu Kurogane)
- Pidge (Hiroshi Suzuishi)
- Sven (Takashi Shirogane)
- Princess Allura (Princess Fala)
- Hunk (Tsuyoshi Seidou)

## Magyar hangok
- Zakariás Éva – Allura
- Markovics Tamás – Keith
- Szalay Csongor – Vince

## Epizódok
1. Az új tanítványok (New School Defenders)
2. Arus védelmezői (Defenders of Arus)
3. Az univerzum védelmezői (Defenders of the Universe)
4. Körbecsalva (Coran, Coran)
5. Utazás a pusztulás bolygójára (Joyride To Doom)
6. A vivaj telep (The Hunkyard)
7. Az oroszlánlovasok visszatérése (Lion Riders Return)
8. Mint a villám (Flash Forms a Go)
9. Mély víz (Dark Blue)
10. Az üreg (Wanted and Unwante)
11. A ragadozók (Predator Robeast)
12. Diplomaták és utamaták (Hungry for Voltron)
13. Az oroszlánok harca (Clash of the Lions)
14. Zene füleiknek (Inside the Music)
15. Elkószálva (Rogue Trip)
16. Agyrém (Brains)
17. A múlt kísértetei (Ghost in the Lion)
18. Gary (Gary)
19. A kovácsműhely (Five Forged)
20. Dradini kiruccanás (Dradin, Baby, Dradin)
21. Én, Voltron (I, Voltron)
22. Felfedezések (Crossed Signals)
23. Gomon gyökerek (Roots of Evil)
24. Egyszemélyes hadsereg (The Army Of One)
25. Vetess titkok (Deceive and Conquer)
26. Fekete (Black)